# Kuliové

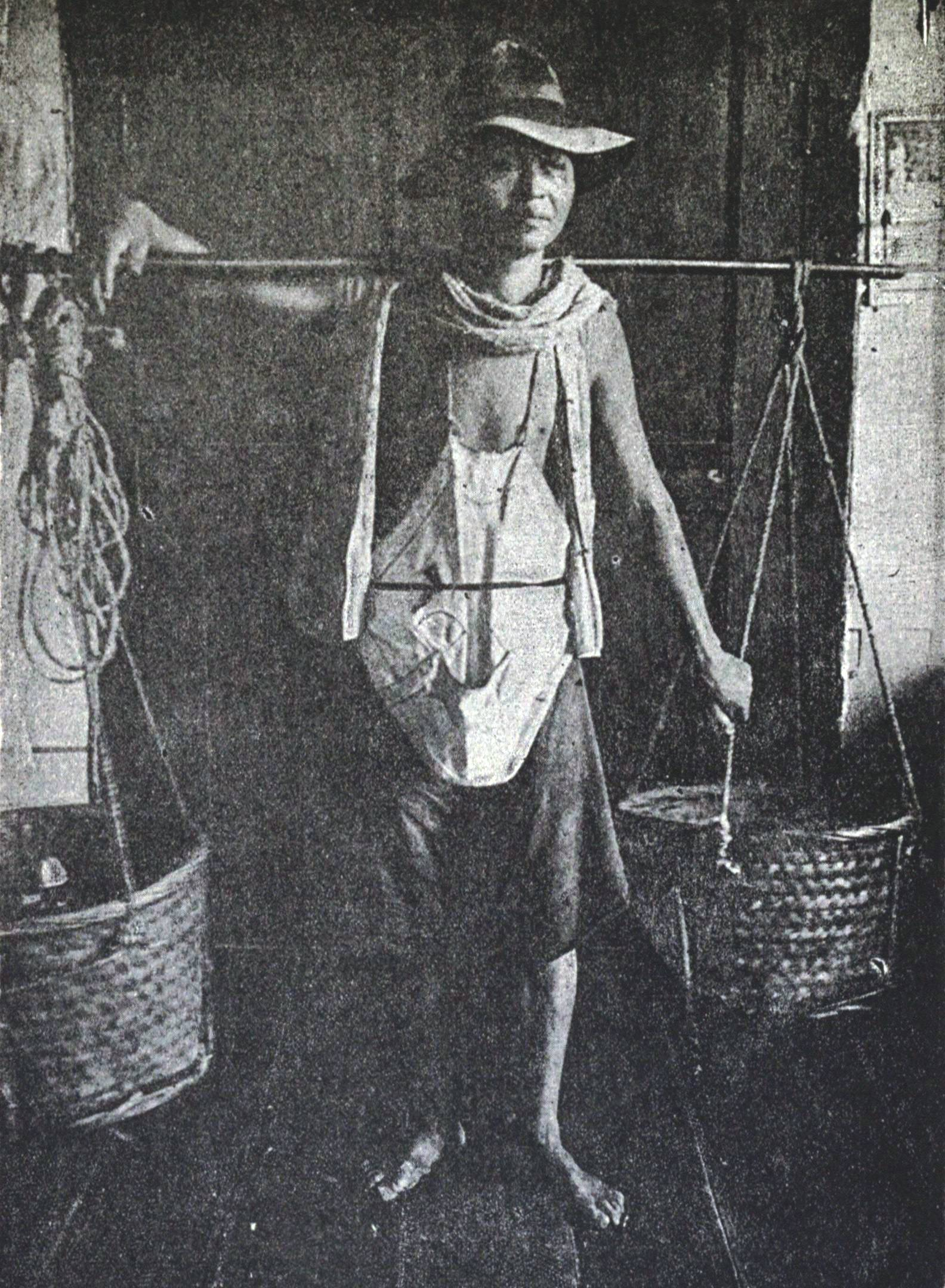
Čínský kuli ve Filipínách v roce 1899

Kuli (také psáno coolie, koelie, kuli, khuli, khulie, cooli, cooly, nebo quli) je termín pro dělníka s nízkou mzdou, typicky jihoasijského nebo východoasijského původu.
Slovo kuli bylo poprvé zpopularizováno v 16. století evropskými obchodníky napříč Asií a v 18. století odkazovalo na migrující indické smluvní dělníky. V 19. století během britské koloniální éry získalo novou definici systematické lodní dopravy a najímání asijských dělníků na základě smluv na plantážích, kde dříve pracovali zotročení Afričané. Slovo mělo celou řadu dalších významů a někdy je považováno za urážlivé nebo pejorativní v závislosti na historickém a geografickém kontextu. V Indii, zemi svého původu, je stále považováno za hanlivou nadávku. V mnoha ohledech je podobné španělskému výrazu peón , i když oba výrazy jsou v některých zemích používány s rozlišnými významy.
Slovo vzniklo v 17. století na indickém subkontinentu a znamenalo nádeník, ale od 20. století se toto slovo používalo v britské Indii k označení nosičů na nádražích. Kuli je dnes v Americe, Oceánii a Africe a jihovýchodní Asii – v souvislosti s jinými lidmi z Asie – považován za hanlivou nebo rasovou nadávku. Tento termín se liší od slova Dougla, které se vztahuje na lidi smíšeného afrického a indického původu. Kuli je místo toho používán k označení lidí plně indického původu, jejichž předkové migrovali do britských bývalých kolonií Afriky, Asie a Karibiku. To platí zejména v Jižní Africe, východní Africe, Belize, Guyaně, Surinamu, Jamajce, Mauriciu, Fidži a na Malajském poloostrově.
V moderní indické populární kultuře byli kuliové často zobrazováni jako hrdinové pracující třídy nebo antihrdinové.

## Etymologie
Etymologie uvádí, že toto slovo pochází z hindustánského slova qulī (क़ुली, قلی), které může plynout z běžného turkického slova pro otroka (nebo jako obecný název pro císařské poddané bez ohledu na jiné společenské postavení), قول (qul). Jiné, spíše nepravděpodobné vysvětlení je, že slovo qulī pochází z domorodého kmene Gujarati nebo kasty známé jako Kuli a toto slovo převzali Portugalci, kteří ho pak používali v jižní Indii, odtud pochází tamilské slovo kuli. Vzhledem k tomu, že uvulární q není domorodý zvuk v indických jazycích, lze tedy toto vysvětlení zavrhnout. Slovo bylo v tomto smyslu použito pro dělníky z Indie. V roce 1727 popsal Engelbert Kämpfer „kulie“ jako dělníky v docích, kteří vykládali holandské obchodní lodě v Nagasaki v Japonsku.
Čínská fono-sémantická shoda 苦力; kǔlì se doslova překládá jako „hořká síla“, ale je běžněji chápána jako „tvrdá práce“.

## Čínští kuliové

### Z britských kolonií
Dělníci z Číny byli převáženi hlavně za prací do Peru a na Kubu. Nicméně mnoho čínských dělníků pracovalo v britských koloniích, jako je Singapur, Nový Jižní Wales, Jamajka, Britská Guyana (nyní Guyana), Britská Malajsie, Trinidad a Tobago, Britský Honduras (nyní Belize) – a také v nizozemských koloniích v Nizozemské východní Indii a Surinamu. První várka čínských dělníků byla do britské kolonie Trinidad v roce 1806. Na mnoha plavbách byli dělníci přepravováni na stejných plavidlech, která byla v předchozích letech používána k přepravě afrických otroků.
Obchod s kulii a otroky, který provozovali američtí kapitáni a místní agenti a který sestával hlavně z dluhového otroctví byl nazýván „obchod s prasaty“, protože životní podmínky nebyly odlišné od životních podmínek dobytka. Na některých plavidlech zemřelo během cesty až 40 procent kuliů. Až 500 z nich bylo nacpáno do jednoho lodního prostoru, takže nezbýval žádný prostor k pohybu. Některé z nich byly čínské ženy unesené jako sexuální otrokyně na žádost amerických a karibských majitelů plantáží. Přijatí dělníci byli povinni platit za své lodní jízdné ze skrovných výdělků, které byly často nižší než životní náklady, což je nutilo do otroctví. Zahraniční obchodníci využívali nerovných smluv sjednaných mezi Qingskou vládou a západními mocnostmi po opiových válkách, stejně jako z toho vyplývající politické a hospodářské nestability, aby zprostředkovali obchody pro „najaté“ dělníky. Portugalské Macao bylo centrem tohoto obchodu. Otroctví kuliů bylo v Macau popisováno jako „jediný skutečný obchod“ v letech 1848 až 1873, vytvářející obrovské zisky pro Portugalce, dokud nebylo zakázáno kvůli tlaku britské vlády.
V roce 1847 dvě lodě z Kuby přepravily dělníky do Havany, aby pracovali na polích s cukrovou třtinou z přístavu Xiamen, jednoho z pěti čínských smluvních přístavů otevřených Britům Nankingskou smlouvou v roce 1842. Obchod se brzy rozšířil do dalších přístavů v Guangdongu a poptávka se stala obzvláště silnou v Peru po pracovnících v dolech na stříbro a v odvětví sběru guána. Austrálie začala dovážet dělníky v roce 1848 a Spojené státy je začaly využívat v roce 1865 na stavbě První transkontinentální železnice. Tito dělníci byli klamáni ohledně svých pracovních podmínek v mnohem větší míře než jejich indičtí kolegové, a proto v tomto období došlo k mnohem vyšší míře čínské emigrace.
Obchod vzkvétal od roku 1847 do roku 1854 bez problémů, dokud nezačaly vyplouvat na povrch zprávy o špatném zacházení s dělníky na Kubě a v Peru. Vzhledem k tomu, že britská vláda měla politickou a právní odpovědnost za mnoho dotčených přístavů – včetně Amoye – byly tyto přístavy okamžitě uzavřeny. Navzdory těmto uzavřením se obchod jednoduše přesunul do vstřícnějšího přístavu v rámci portugalské enklávy v Macau.
Kuliové byli prodáni a byli převezeni na práci na plantážích nebo v dolech s velmi špatnými životními a pracovními podmínkami. Doba trvání smlouvy byla obvykle pět až osm let, ale mnoho kuliů kvůli tvrdé práci a špatnému zacházení nedožilo konce svého služebního období. Přeživší byli často nuceni zůstat v otroctví i po uplynutí smluvního období. S kulii, kteří pracovali na cukrových plantážích na Kubě a na guánových záhonech ostrovů Chincha (ostrovy Pekla) v Peru bylo zacházeno brutálně. Sedmdesát pět procent čínských kuliů na Kubě zemřelo před splněním smluv. Více než dvě třetiny čínských kuliů, kteří dorazili do Peru v letech 1849 až 1874, zemřely během smluvního období. V roce 1860 bylo vypočteno, že ze 4000 kuliů přivezených na Chinchy od zahájení obchodu nepřežil ani jeden.
V roce 1866 se britská, francouzská a čínská vláda dohodly na zmírnění zneužívání. Požadovaly, aby všichni obchodníci platili za návrat všech dělníků po skončení jejich smlouvy. Zaměstnavatelé v Britské západní Indii tyto podmínky odmítli a obchod s nimi skončil. Až do konečného zrušení obchodu v roce 1875 bylo jen na Kubu prodáno přes 150 000 kuliů, většina byla odeslána z Macaa. Ani po reformách v roce 1866 se rozsah zneužívání a podmínky blízké otroctví nijak nezlepšily, naopak se zhoršily. Počátkem 70. let 19. století vedla zvýšená mediální publicita obchodu k veřejnému pobouření a Britové, stejně jako Qingská vláda, vyvíjeli tlak na portugalské úřady, aby obchod v Macau ukončily. Toho bylo nakonec dosaženo v roce 1874.